# Auxon, Aube

Auxon este o comună în departamentul Aube din nord-estul Franței. În 1 ianuarie 2022 avea o populație de 934 de locuitori.